# Madeleine Carroll
Madeleine Carroll, egentligen Marie-Madeleine Bernadette O'Carroll, född 26 februari 1906 i West Bromwich i West Midlands av fransk-irländska föräldrar , död 2 oktober 1987 i Marbella i Spanien, var en brittisk skådespelare.

## Biografi
Carroll arbetade som lärarinna i franska samt som fotomodell för hattar, innan hon scendebuterade i London 1927. Hon gjorde filmdebut påföljande år. Hon blev snart en populär stjärna och medverkade i två Hitchcock-filmer, De 39 stegen och Spioner i hälarna.
År 1936 kom Carroll till Hollywood, där hon medverkade i en lång rad filmer. Hennes syster dödades under blitzen i London under andra världskriget och Carroll återvände då till Europa för att arbeta som sjuksköterska för Röda korset vid fältsjukhus, bland annat i Frankrike. För sina insatser belönades hon 1946 med Frankrikes främsta orden, Hederslegionen. Efter kriget medverkade hon i endast tre filmer, innan hon drog sig tillbaka.
Carroll arbetade sedan för Unesco och medverkade en del på scen och i radio. Hon var gift fyra gånger, bland annat med skådespelaren Sterling Hayden åren 1942–1946.
Madeleine Carroll har en stjärna på Hollywood Walk of Fame för insatser inom film vid adressen 6707 Hollywood Blvd.

## Filmografi i urval
- 1929 – Atlantic
- 1935 – De 39 stegen
- 1936 – Spioner i hälarna
- 1936 – På de anklagades bänk
- 1937 – Fången på Zenda
- 1938 – Blockad
- 1939 – Cafe Society
- 1940 – Hjälteskvadronen
- 1942 – Min favoritblondin
- 1948 – På vift fast gift
- 1949 – Solfjädern